# Selačka (Zaječar)
Selačka (Servisch cyrillisch Селачка) is een plaats in de Servische gemeente Zaječar. De plaats telt 275 inwoners (2002).